# Valérie Trierweiler
Pour les articles homonymes, voir Trierweiler (homonymie) et Massonneau.
Valérie Trierweiler, née Valérie Massonneau le 16 février 1965 à Angers, est une journaliste et animatrice de télévision française. Anciennement membre de la rédaction de Paris Match, elle présente entre 2005 et 2011, des émissions politiques sur la chaîne de télévision Direct 8.
Entre 2005 et 2014, elle partage sa vie avec François Hollande, élu président de la République française en 2012.

## Biographie

### Enfance, famille et études
Née à Angers, dans le quartier de la Roseraie, Valérie Massonneau, issue d'une famille modeste, est la cinquième d'une fratrie de six enfants.
Après avoir vécu dans la tour Chaptal de la cité du quartier du Grand-Pigeon, la famille Massonneau s'installe rue de Champagne en 1969, dans un lotissement pavillonnaire HLM proche du quartier de Monplaisir. Son père, Jean-Noël Massonneau, invalide civil de guerre après avoir perdu une jambe à cause d’un éclat d’obus en 1944 à l'âge de 12 ans,, meurt quand elle a 21 ans. Banquiers, son grand-père et son arrière-grand-père ont été des associés de la banque angevine J. Bordier Fils, Massonneau et Cie, vendue en 1950 au Crédit de l'Ouest. Elle dit ne pas en avoir hérité de fortune et déclare avoir découvert cette partie de son histoire familiale seulement en 2012, pendant la campagne présidentielle, grâce aux investigations du quotidien Ouest-France,. Après la mort de son père, sa mère travaille comme hôtesse d'accueil à la patinoire d'Angers.
Valérie Massonneau suit sa scolarité successivement à l'école Paul-Valéry, au collège Jean Lurçat et au lycée Joachim-du-Bellay d'Angers, où elle obtient un baccalauréat littéraire en 1983, avant de poursuivre ses études à l'université de Nanterre, en région parisienne, puis à l'université Paris-1 Panthéon-Sorbonne où elle suit des cours d'histoire puis de sciences politiques. Elle obtient le DESS de communication politique et sociale de l'université Paris-1 Panthéon-Sorbonne en 1988.

### Formation et carrière dans les médias
Après l'obtention de son DESS en 1988, Valérie Trierweiler collabore à la revue Profession politique, pour laquelle travaille aussi le journaliste de TF1 Gérard Carreyrou. En 1989, Roger Thérond l'engage à Paris Match, où elle couvre des sujets politiques et suit notamment le Parti socialiste. En 2005, Paris Match l'écarte de la rubrique politique en la nommant grand reporter, un titre « fictif » car la rédaction lui demande de se consacrer uniquement à la critique littéraire.
À partir de 2005, au lancement de la chaîne Direct 8 par le groupe Bolloré, elle présente l'émission hebdomadaire en direct Le Grand 8, première émission politique de Direct 8 — initialement en compagnie de Dominique Souchier puis seule —, qui propose des rendez-vous politiques, notamment sous forme d'entretiens. De septembre 2007 à 2011, elle coprésente sur la même chaîne, avec Mikaël Guedj, l'émission politique hebdomadaire Politiquement parlant[réf. nécessaire].
Après avoir animé, de mars à octobre 2011, 2012, Portrait de campagne,, elle présente l'émission d'interview de personnalités du show business, intitulée Itinéraires, à compter du 28 janvier 2012. Ce nouveau magazine connaît des débuts difficiles, en termes d'audience mais réussit ensuite de bonnes performances[réf. nécessaire]. Elle a respecté la « jurisprudence Anne Sinclair » lors de l'entrée dans la campagne présidentielle de François Hollande en 2011, par déontologie, et s'est mise en retrait pour éviter les conflits d'intérêts.

### Vie privée
Après avoir divorcé de Frank Thurieau, un ami de jeunesse qu'elle avait épousé en 1989, Valérie Massonneau épouse Denis Trierweiler en 1995. Celui-ci est secrétaire de rédaction à Paris Match, auteur, universitaire, traducteur, germaniste et spécialiste du philosophe Hans Blumenberg,. Ils auront trois fils, Anatole, né en 1992, Lorrain, né en 1995 et Léonard, né en 1997. Une procédure de divorce est engagée en 2007. Elle garde l'usage du nom de son mari après leur divorce,, prononcé en 2010.
À partir d'avril 2005,,,,, elle entretient une relation avec François Hollande qu'elle a rencontré dans un contexte professionnel lors des élections législatives de 1988. Hollande envisage de se présenter à l'élection présidentielle de 2007, mais y renonce. En octobre 2010, il rend publique leur liaison pour la première fois.
En 2018, elle rencontre l'ancien rugbyman Romain Magellan. En 2023, elle déclare qu'ils se sont séparés.

### Compagne du président de la République

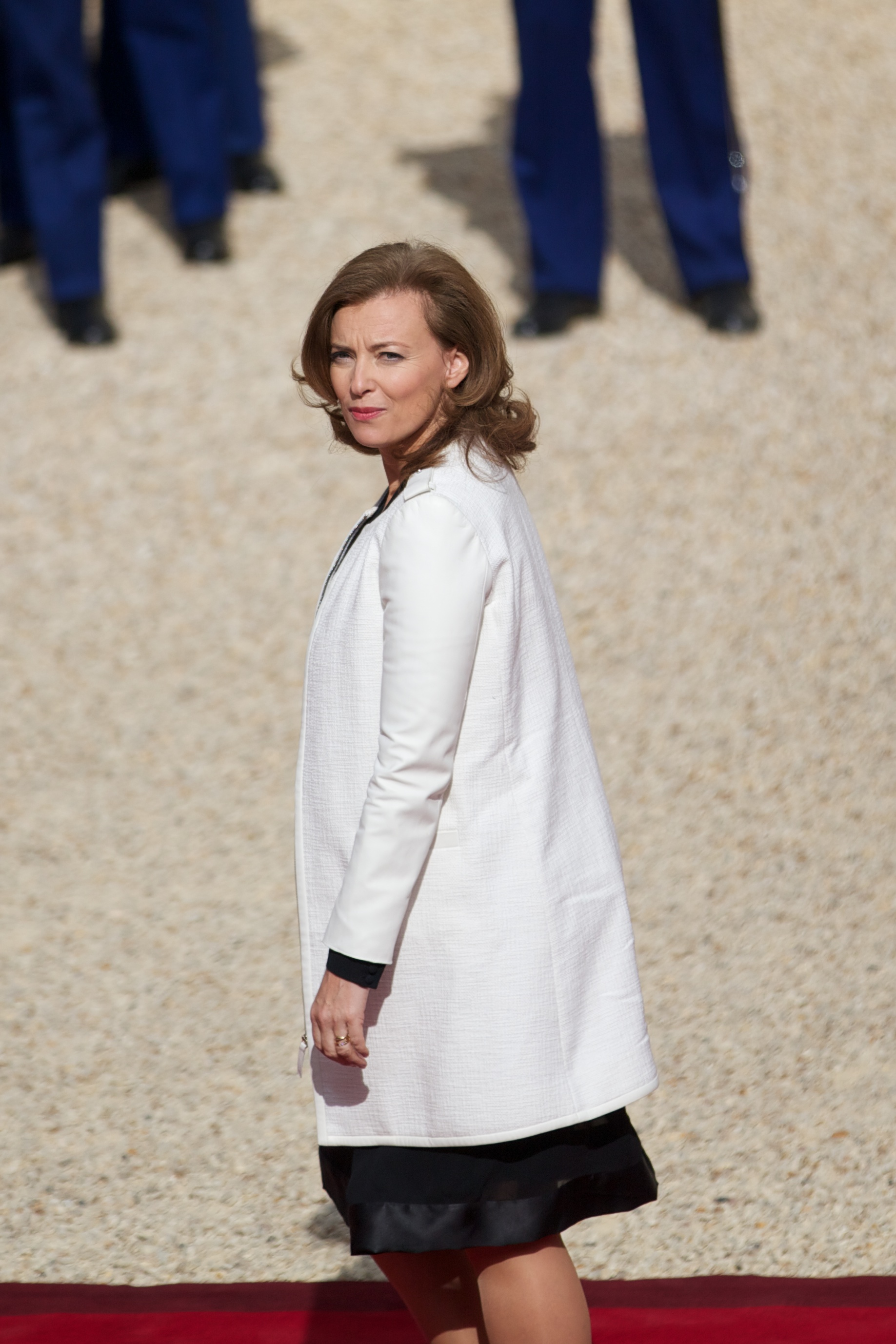
Valérie Trierweiler lors de l'investiture du président de la République française François Hollande, le 15 mai 2012, dans la cour du palais de l'Élysée.

À partir du milieu des années 2000,,,, elle partage sa vie avec François Hollande. Lors de la campagne présidentielle de 2012, Valérie Trierweiler dispose d'un bureau au siège de campagne du candidat du PS, avenue de Ségur (Paris), notamment pour répondre au courrier qui lui est adressé ; elle prend également l'initiative d'installer dans le grand escalier une exposition de photographies. À partir du 15 mai 2012, lorsque François Hollande est investi comme le 24e président de la République française, elle est présentée comme la « Première dame de France », bien qu'elle ne soit pas mariée au chef de l'État et qu'elle refuse le terme. Ainsi, à la suite de la victoire de François Hollande, elle déclare, concernant ce « rôle » : « Il n'y a pas de définition précise, j'ai besoin de réfléchir. […] Ce sera plus facile une fois l'investiture passée, une fois que j'aurai vraiment réalisé, que tout cela deviendra concret y compris de façon pratique et que j'aurai notamment un agenda, un bureau ». En raison de la situation matrimoniale particulière du couple, les médias américains l'ont baptisée la « first girlfriend » à l'occasion du premier voyage présidentiel de mai 2012 aux États-Unis,.
Elle assiste à l'investiture de François Hollande, où pour la première fois une « passation de témoin » entre Premières dames a lieu, et participe au programme organisé pour les Premières dames par Michelle Obama, lors du sommet du G8. Au sein du palais de l'Élysée, elle dispose d'un cabinet composé d’une chargée de mission, de deux secrétaires, plus un chauffeur, dirigé par l'ancien journaliste Patrice Biancone, dispositif plus réduit que celui de Carla Bruni-Sarkozy, la taille de l'équipe n'étant pas légalement fixée. Lors d'une visite d'une école en marge du sommet de l'OTAN à Chicago, elle déclare avoir l'ambition de devenir « ambassadrice de l'égalité des chances ».
Elle publie François Hollande président. 400 jours dans les coulisses d'une victoire, un album de photos légendées, mais les ventes s'avèrent très décevantes.
Selon le livre-enquête L’Élysée (et les oligarques) contre l’info publié en 2022 par Jean-Baptiste Rivoire, François Hollande s’est très vite intéressé, grâce à Valérie Trierweiler, aux patrons de presse et a ainsi pu « approcher Vincent Bolloré et ensuite Martin Bouygues, avec lequel il a signé un armistice qui lui a été clairement bénéfique »,.
Affirmant cependant son indépendance, Valérie Trierweiler poursuit sa chronique littéraire hebdomadaire dans Paris Match. Le 12 juin 2012, dans l'entre-deux tours des élections législatives de 2012, quelques heures après que Ségolène Royal a annoncé sur sa profession de foi électorale avoir reçu le soutien de son ancien compagnon François Hollande, les encouragements adressés sur son compte Twitter par Valérie Trierweiler à Olivier Falorni, candidat socialiste dissident dans la première circonscription de la Charente-Maritime face à l'ancienne compagne du président de la République, posent la question de sa place dans le paysage politique français, et celle de la frontière entre vie privée et sphère publique,. Cet événement a reçu le nom de « Tweetgate » ou « Trierweilergate » dans les médias, en référence au fameux scandale du Watergate, car il provoqua des tensions entre certains membres du Parti socialiste et la compagne de François Hollande, et aussi au sein de la famille du président de la République, son fils Thomas estimant un mois plus tard que ce tweet avait détruit l'« image normale » que son père avait construite. En septembre de la même année, elle déclare que « c'était une erreur » et qu’elle « le regrette ».

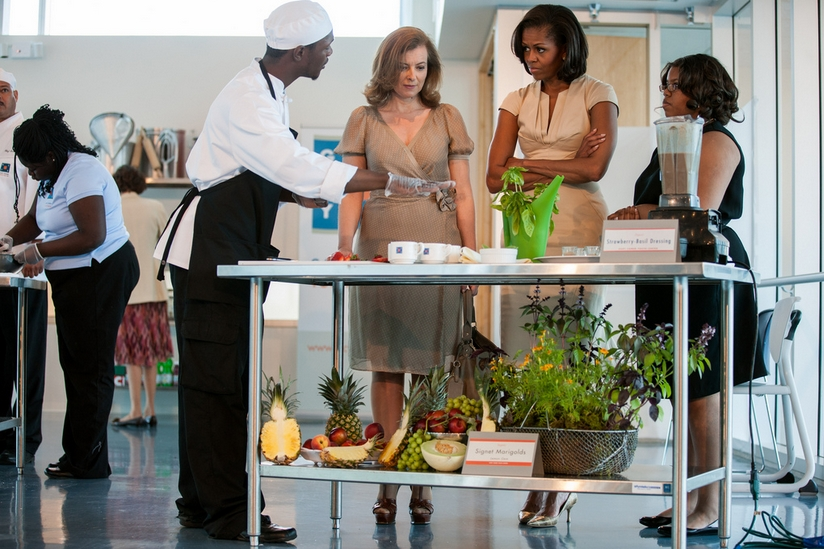
Valérie Trierweiler et Michelle Obama dans les cuisines d'un restaurant de Chicago.

Elle continue par la suite de participer à plusieurs cérémonies officielles, où elle apparaît néanmoins plus en retrait. Lors de l’interview qui suit le défilé du 14 juillet, où sa compagne était présente dans la tribune présidentielle, François Hollande déclare : « Valérie veut garder son activité professionnelle. Je le comprends. Elle sera présente à mes côtés lorsque le protocole l’exigera, et ce n’est pas très fréquent ».
Le conseiller spécial du président, Aquilino Morelle précise : « Les temps ont changé. Aujourd'hui, nous avons une Première dame qui travaille. Il faut s’adapter. Ne soyons pas plus royaliste que le roi. On peut être journaliste culturel et ne pas interférer avec la politique ». En septembre, elle devient ambassadrice de la fondation Danielle-Mitterrand. Elle annonce par la suite renoncer à animer une émission de télévision sur D8, où elle était pressentie.
Le 18 octobre 2012, lors d’un déplacement pour la fondation Danielle Mitterrand à Chambly (Oise), elle déclare  assumer le rôle de « Première dame », reconnaissant avoir auparavant « tâtonné » : « On ne devient pas comme ça Première dame du jour au lendemain, mais j'éprouve maintenant une grande joie à faire ce genre de choses et je continuerai ». Alors qu’elle visite une école française à l’occasion du voyage diplomatique de François Hollande en Algérie, elle déclare à des enfants à propos de son rôle : « Ça fait très peur, au début. On ne sait pas ce qu’il faut faire. Ensuite, on apprend, comme vous à l’école ». En août 2013, elle déclare à l'occasion d'un déplacement à Cabourg avec des enfants défavorisés : « Je crois qu'aujourd'hui je me sens bien dans mon rôle ».
Le 15 mai 2013, à l'invitation de l'épouse du président du Mali Dioncounda Traoré, elle effectue son premier déplacement officiel en l’absence de François Hollande, afin « d'aborder la question du soutien aux enfants, aux femmes, mais aussi aux populations déplacées du fait de la guerre ». Lors d'un voyage dans un hôpital de Bukavu, à l'est de la République démocratique du Congo en juillet de la même année, elle s'engage en tant qu'ambassadrice de la fondation Danielle Mitterrand à défendre les femmes victimes de violences sexuelles dans ces régions marquées par les conflits ; elle déclare ainsi : « il n'y a plus de doute, il faut s'engager, il faut briser le silence ».
Début septembre 2013, un compte Twitter officiel est créé, avec la présentation : « compte officiel du bureau de la Première dame de France » ; il est géré par le chef de cabinet de Valérie Trierweiler et a pour but de relayer son actualité. Le 27 septembre 2013, elle donne au journaliste Arnaud Wajdzik, du quotidien Ouest-France, sa première interview officielle depuis l'affaire du tweet. « C'est une erreur que je regrette. Je n'avais pas réalisé que je n'étais plus une simple citoyenne. » estime alors la compagne du chef de l'État.
Le 22 novembre 2013, lors d'un discours pour la fondation Danielle Mitterrand, elle s'est référée à l'ancienne « Première dame » en déclarant ne plus « se taire » : « Elle n'avait pas peur de porter haut les valeurs de gauche. Elle ne se laissait pas bâillonner ». Un mois auparavant, lors de l'« affaire Leonarda », elle s'était publiquement indignée de la façon dont la collégienne avait été arrêtée.
Le 10 janvier 2014, après l'annonce dans Closer de la liaison cachée de François Hollande avec l'actrice Julie Gayet, Valérie Trierweiler est hospitalisée dans un hôpital parisien, pour « un gros coup de blues ». Le 18 janvier 2014, après une semaine d'hospitalisation, elle part se reposer à la résidence présidentielle de La Lanterne.
Deux semaines après l'annonce dans Closer, le 25 janvier 2014, François Hollande annonce leur rupture à l'AFP.

### Après l'Élysée
Valérie Trierweiler publie le 4 septembre 2014 un livre intitulé Merci pour ce moment dans lequel elle raconte les neuf années de sa relation avec François Hollande, et notamment les dix-huit mois qu'elle a passés à l’Élysée,,,. Ce livre a été tiré initialement à 200 000 exemplaires, par les éditions Les Arènes, et a connu un vif succès sans avoir « besoin d’aucune campagne de promotion, ni de publicité pour se vendre », « les articles de presse et le bruit autour de l’ouvrage sur l’ensemble des médias et des réseaux sociaux » ayant joué ce rôle. En seize jours de commercialisation, l'ouvrage se serait vendu à 442 000 exemplaires. En 2017, Saïda Jawad annonce qu'il n'y aura pas d'adaptation cinématographique du livre autobiographique de Valérie Trierweiler.
Elle est engagée aux côtés de quatre associations : le Secours populaire français, Fondation Danielle-Mitterrand - France Libertés, Action contre la faim et Association européenne contre les leucodystrophies.
Elle poursuit également son activité de journaliste à Paris Match.
Le 12 mars 2015, elle gifle Mohamed Rizki, candidat UMP aux élections municipales de 2014 qui lui avait demandé des nouvelles de François Hollande, son ex-compagnon, dans un café du 15e arrondissement de Paris. La journaliste est ensuite visée par une plainte pour « coups et blessures » de la part du jeune homme, qui exige des excuses publiques et la décrit comme étant « très hystérique »,. Pour sa part, Valérie Trierweiler accuse Mohamed Rizki d'avoir eu une attitude déplacée,. Finalement, la plainte sera classée sans suite, Valérie Trierweiler ayant eu un rappel à la loi,.
Lors de la saison 2019-2020 d'On n'est pas couché présentée par Laurent Ruquier sur France 2, elle est, au cours de six soirées, chroniqueuse de l'émission.
En août 2020, elle est licenciée de Paris Match. Elle est ensuite embauchée par RTL pour être chroniqueuse dans l'émission de Thomas Sotto RTL soir.
Le 21 septembre 2020, elle devient sociétaire des Grosses Têtes, l'émission de divertissement de Laurent Ruquier sur RTL (également diffusée sur France 2 et Paris Première).
En 2022, elle est candidate, en duo avec sa meilleure amie Karine, au jeu d'aventures Pékin Express sur M6 (dans une saison spéciale célébrités intitulée Duos de choc).
En 2023, elle participe à The Wheel : Le Cercle des 7 sur TF1 présenté par Arthur.
En 2024, elle participe à la saison 3 de l'émission Les Traîtres sur M6.
En janvier 2024, elle est de retour à la présentation d'un programme politique en présentant Hexagone sur Hémicycle TV.
Depuis décembre 2024, elle intervient en tant qu’éditorialiste dans l’émission Le Temps de l’info sur LCI une fois par semaine.

## Procès
Le 20 octobre 2011, elle porte plainte contre X pour « collecte et traitement illicite de données personnelles » auprès du parquet de Paris, à la suite de la parution le 4 octobre, du magazine L'Express affirmant dans un article qu'au début 2011, elle aurait fait l'objet d'une enquête sur son passé et son entourage de la part d'une section de la Direction du Renseignement de la préfecture de police de Paris,. Chargée par le parquet de Paris de mener des investigations, l'inspection générale de la Police nationale met en évidence que la fiche de Valérie Trierweiler est un faux mais clôt le dossier, sans chercher l'auteur du délit. Après avoir classé l'affaire, le parquet de Paris confie à la Brigade de répression de la délinquance aux personnes (BRDP) des investigations complémentaires réclamées par le préfet de police, Michel Gaudin.
Le 5 juin 2013, le tribunal de grande instance de Paris condamne les auteurs et la maison d'édition du livre La Frondeuse, biographie non autorisée de Valérie Trierweiler, à verser à celle-ci 10 000 euros de dommages et intérêts pour violation de la vie privée ; le magazine Point de vue est en outre condamné à lui verser, ainsi qu'à l’auteur de l’ouvrage Christophe Jakubyszyn, 3 000 euros. Valérie Trierweiler choisit de reverser ces sommes à des œuvres caritatives,. Le livre lui prêtait une relation avec l'homme politique Patrick Devedjian.

## Distinctions
- Grand cordon de l'ordre de la Couronne précieuse (Japon), le 31 mai 2013[94].

## Filmographie
Dans le film Présidents d'Anne Fontaine, sorti en 2021, le personnage interprété par Pascale Arbillot est directement inspiré de Valérie Trierweiler.

## Ouvrages
- Lionel Jospin et Jean Glavany, avec la participation de Valérie Trierweiler et du laboratoire Central Color (photogr. Stéphane Ruet), Les 60 jours de Jospin, Paris, La Martinière, 2002, 118 p., relié (ISBN 2-7324-2915-5)
- Valérie Trierweiler (préf. François Hollande, photogr. Stéphane Ruet), François Hollande président : 400 jours dans les coulisses d'une victoire, Paris, Le Cherche midi, 2012, 200 p. (ISBN 978-2-7491-2566-4)
- Valérie Trierweiler, Merci pour ce moment, Paris, Les Arènes, 4 septembre 2014, 320 p. (ISBN 978-2-35204-385-0)
- Valérie Trierweiler, Le Secret d'Adèle, Éditions Les Arènes, 2017, 298 pages.
- Valérie Trierweiler, On se donne des nouvelles, Paris, Les Arènes, 18 septembre 2019, 336 p. (ISBN 979-10-375-0004-5)
- Valérie Trierweiler et Constance Vergara, C’est pour une amie ! Manuel à l'usage des quinquas, Éditions Les Arènes, 2024.